# Martin Pehnt

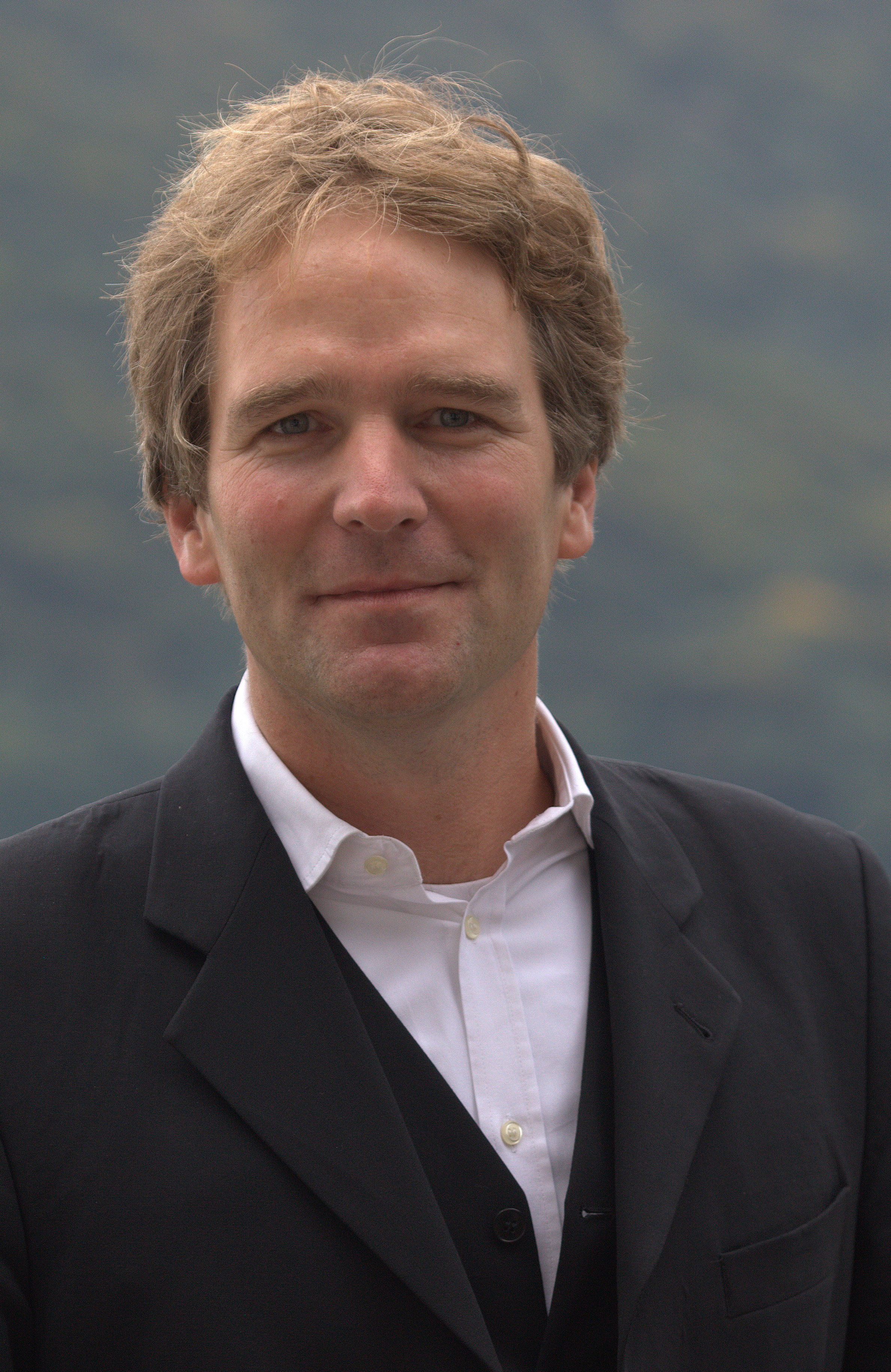
Martin Pehnt (2013)

Martin Pehnt (* 8. Juni 1970 in Köln) ist ein deutscher Energiewissenschaftler.  Er ist seit 2015 wissenschaftlicher Geschäftsführer des Instituts für Energie- und Umweltforschung Heidelberg (IFEU).

## Leben
Pehnt legte 1989 das Abitur ab. Er absolvierte Friedensdienst in Berlin und London und studierte anschließend an den Universitäten Tübingen und Boulder (USA) Diplom-Physik und Philosophie sowie Energiemanagement in Berlin. Nach einem einjährigen Forschungsaufenthalt am National Renewable Energy Laboratory in Golden (USA) promovierte er in Energietechnik an der Universität Stuttgart mit einer Arbeit über Brennstoffzellen.
Von 1997 bis 2001 arbeitete Pehnt am Deutschen Zentrum für Luft- und Raumfahrt. Seit 2001 arbeitet er als Wissenschaftler am ifeu-Institut in Heidelberg. Seit 2009 ist er dort Fachbereichsleiter Energie, seit 2015 zusammen mit Andreas Detzel und Lothar Eisenmann Geschäftsführer. Pehnt ist Mitglied im Klimasachverständigenrat Baden-Württemberg und im Hamburger Klimabeirat, German Ambassador des European Council for an Energy-Efficient Economy (ECEEE), Beirat der Deutschen Gesellschaft für Nachhaltiges Bauen – DGNB für klimaneutrale Gebäude und Standorte sowie Beirat verschiedener Verbände, Unternehmen und Nichtregierungsorganisationen. Er besitzt ein Patent für Produktionsverfahren nanokristalliner Halbleiterschichten („Preparation of a Semiconductor Film“).
Pehnt forscht zu erneuerbaren Energien, Energieeffizienz, Suffizienz und deren technischer, systemanalytischer und energiepolitischer Einbettung. Die Forschung wird ergänzt um wissenschaftliche Politikberatung für nationale und internationale Institutionen, Unternehmen und Verbände. Inhaltliche Schwerpunkte umfassen unter anderem die Analyse zukünftiger Energiesysteme, die dynamische Modellierung von Umweltwirkungen innovativer Energietechnologien und die Entwicklung politischer Instrumente für die Energiewende. In den vergangenen zehn Jahren lag ein Schwerpunkt auf der Wärme- und Gebäudewende. So konzipierte er neue Beratungsansätze für Sanierungen (z. B. den individuellen Sanierungsfahrplan), Planungs- und Förderinstrumente für eine klimagerechte und sozialverträgliche Wärmewende (z. B. die Einführung der Wärmeplanung und die Bundesförderung effiziente Wärmenetze) und neue Wärmeversorgungslösungen. Er begleitet zudem intensiv die Umsetzung europäischer Richtlinien.
Pehnt ist Honorarprofessor an der Universität Kassel. Er lebt zusammen mit seiner Frau und zwei Kindern in Heidelberg.

## Publikationen (Auswahl)

### Bücher
- als Hrsg.: Energieeffizienz – ein Lehr- und Handbuch. Springer Science+Business Media, Berlin / Heidelberg / New York / Tokyo 2010, ISBN 978-3-642-14251-2.
- als Hrsg.: Micro Cogeneration – Towards Decentralized Energy Systems. Springer, Berlin / Heidelberg / New York / Tokyo 2006, ISBN 3-540-30821-0.
- Energierevolution Brennstoffzelle? Perspektiven Fakten Anwendungen. Wiley-VCH, Weinheim 2002, ISBN 3-527-30511-4.
- Ganzheitliche Bilanzierung von Brennstoffzellen in der Energie- und Verkehrstechnik. VDI-Verlag, Düsseldorf 2002, ISBN 3-18-347606-1.
- Mit Ole Langniß (Hrsg.): Energie im Wandel. Politik, Technik und Szenarien einer nachhaltigen Energiewirtschaft. Joachim Nitsch zum 60. Geburtstag, Springer, Berlin/Heidelberg 2001, ISBN 3-540-41329-4.

### Beiträge in Fachjournalen
- Sarah Brückner et al., Methods to estimate the industrial waste heat potential of regions – A categorization and literature review. In: Renewable and Sustainable Energy Reviews 38, (2014), 164–171, doi:10.1016/j.rser.2014.04.078.
- Martin Pehnt, Johannes Henkel, Life cycle assessment of carbon dioxide capture and storage from lignite power plants. In: International Journal of Greenhouse Gas Control 3, Issue 1, (2009), 49–66, doi:10.1016/j.ijggc.2008.07.001.
- Martin Pehnt et al., Consequential environmental system analysis of expected offshore wind electricity production in Germany. In: Energy 33, Issue 5, (2008), 747–759, doi:10.1016/j.energy.2008.01.007.
- Martin Pehnt, Environmental impacts of distributed energy systems—The case of micro cogeneration. In: Environmental Science & Policy 11, Issue 1, (2008), 25–37, doi:10.1016/j.envsci.2007.07.001.
- Wolfgang Krewitt et al., Market perspectives of stationary fuel cells in a sustainable energy supply system—long-term scenarios for Germany. In: Energy Policy 34, Issue 7, (2006), 793–803, doi:10.1016/j.enpol.2004.08.010.
- Martin Pehnt, Dynamic life cycle assessment (LCA) of renewable energy technologies. In: Renewable Energy 31, Issue 1, (2006), 55–71, doi:10.1016/j.renene.2005.03.002.
- Martin Pehnt, Life-cycle assessment of fuel cell stacks. In: International Journal of Hydrogen Energy 26, Issue 1 (2001), 91–101, doi:10.1016/S0360-3199(00)00053-7.
- Martin Pehnt et al., Nanoparticle precursor route to low‐temperature spray deposition of CdTe thin films. In: Applied Physics Letters 67, (1995), doi:10.1063/1.115094.